# Resolutie 782 Veiligheidsraad Verenigde Naties
Resolutie 782 van de Veiligheidsraad van de Verenigde Naties werd unaniem aangenomen op 13 oktober 1992. Middels deze resolutie werd ingestemd met het sturen van waarnemers naar Mozambique, voorafgaand aan een VN-vredesmacht een paar maanden later.

## Achtergrond
Nadat Mozambique onafhankelijk was geworden van Portugal kwam de communistische verzetsbeweging FRELIMO aan de macht. Die kreeg al snel de anticommunistische RENAMO tegen zich, waarmee er een burgeroorlog was begonnen die vijftien jaar zou duren. In 1992 kwamen beide partijen na jarenlange onderhandelingen tot een vredesakkoord.

## Inhoud
De Veiligheidsraad:
- verwelkomt de ondertekening van een vredesakkoord tussen de overheid van Mozambique en RENAMO in Rome op 4 oktober 1992;
- vindt dat die ondertekening een belangrijke bijdrage levert aan de vrede in de regio;
- bemerkt de gezamenlijke verklaring van de Mozambique en RENAMO waarin de partijen de rol van de VN accepteren bij het waarnemen en verzekeren van de uitvoering van het vredesakkoord;
- bemerkt ook het rapport van secretaris-generaal Boutros Boutros-Ghali en het verzoek van Mozambique;

1. keurt de aanstelling van een tijdelijke speciale vertegenwoordiger en het sturen van 25 waarnemers goed;
2. kijkt uit naar het rapport van de secretaris-generaal over de oprichting van de VN-operatie in Mozambique en in het bijzonder de geschatte kosten daarvan;
3. besluit om actief op de hoogte te blijven.

## Verwante resoluties
- Resolutie 797 Veiligheidsraad Verenigde Naties
- Resolutie 818 Veiligheidsraad Verenigde Naties (1993)

Lijst ·  726 ·  727 ·  728 ·  729 ·  730 ·  731 ·  732 ·  733 ·  734 ·  735 ·  736 ·  737 ·  738 ·  739 ·  740 ·  741 ·  742 ·  743 ·  744 ·  745 ·  746 ·  747 ·  748 ·  749 ·  750 ·  751 ·  752 ·  753 ·  754 ·  755 ·  756 ·  757 ·  758 ·  759 ·  760 ·  761 ·  762 ·  763 ·  764 ·  765 ·  766 ·  767 ·  768 ·  769 ·  770 ·  771 ·  772 ·  773 ·  774 ·  775 ·  776 ·  777 ·  778 ·  779 ·  780 ·  781 ·  782 ·  783 ·  784 ·  785 ·  786 ·  787 ·  788 ·  789 ·  790 ·  791 ·  792 ·  793 ·  794 ·  795 ·  796 ·  797 ·  798 ·  799